# Kelvin Goertzen

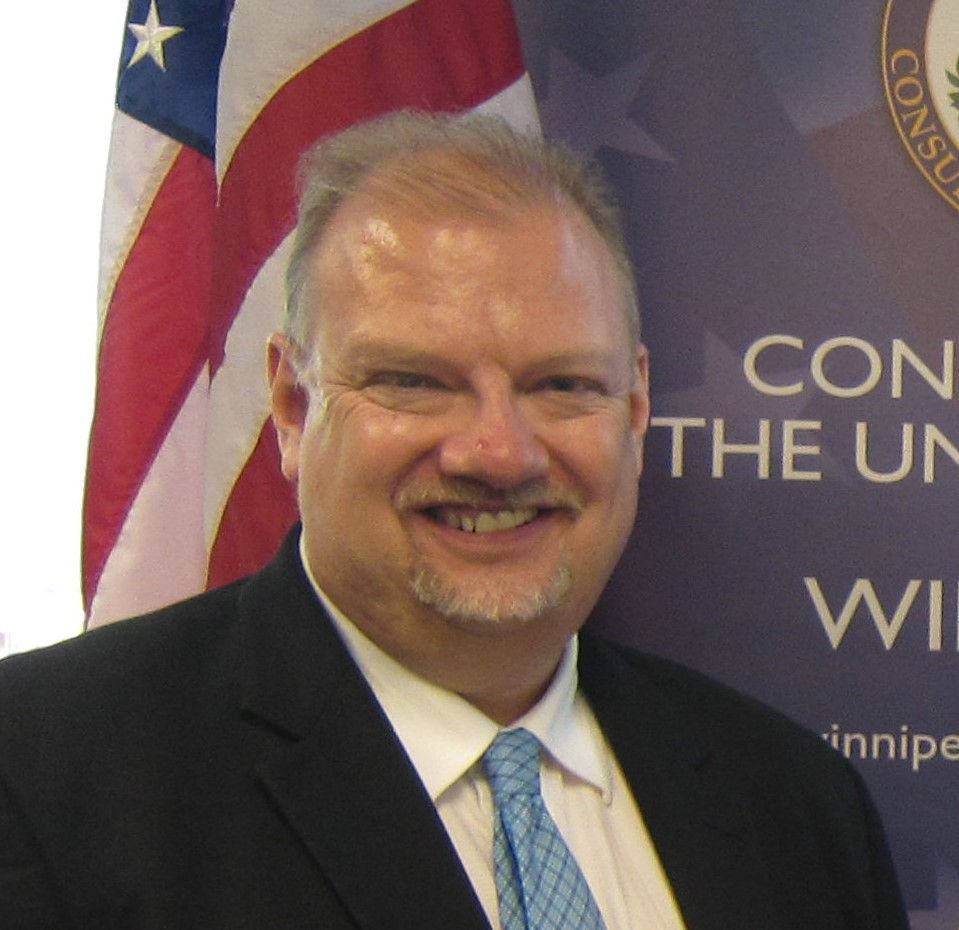
Kelvin Goertzen (2021)

Kelvin Goertzen (* 12. Juni 1969 in Winnipeg, Manitoba) ist ein kanadischer Politiker der Progressive Conservative Party of Manitoba, der unter anderem vom 1. September bis zum 2. November 2021 Premierminister von Manitoba war.

## Leben
Kelvin Goertzen besuchte die öffentliche Schule in Steinbach und schloss im Juni 1987 die Steinbach Regional Secondary School ab. Er erwarb an der University of Manitoba jeweils einen Bachelor of Arts in Wirtschaftswissenschaften (B.A. Economics), einen Bachelor of Commerce (B.Comm.) sowie einen Bachelor of Laws (LL.B.). Am 3. Juni 2003 wurde er für die Progressive Conservative Party of Manitoba erstmals zum Mitglied der Legislativversammlung von Manitoba gewählt und vertritt in dieser seither nach seinen Wiederwahlen am 22. Mai 2007, 4. Oktober 2011, 19. April 2016, 10. September 2019 sowie am 3. Oktober 2023 den Wahlkreis „Steinbach“.
Am 3. Mai 2016 wurde Goertzen in die Regierung von Premierminister Brian Pallister berufen  und bekleidete in dieser bis zum 1. August 2018 den Posten als Minister für Gesundheit, Senioren und aktives Leben und war zugleich zwischen dem 3. Mai und dem 24. August 2016 als Government House Leader erstmals Führer der Fraktion der Regierung in der Legislativversammlung. Im Zuge einer Umbildung der Regierung Pallister war er im Anschluss vom 1. August 2018 bis zum 23. Oktober 2019 Minister für Bildung und Ausbildung beziehungsweise zwischen dem 23. Oktober 2019 und dem 5. Januar 2021 Bildungsminister. Daneben fungierte er vom 1. August 2018 bis zum 1. September 2021 auch wieder als Government House Leader. Daneben war er zwischen dem 5. Januar bis zum 1. September 2021 stellvertretender Premierminister und Minister für legislative und öffentliche Angelegenheiten.
Als Nachfolger von Brian Pallister übernahm Kelvin Goertzen am 1. September 2021 selbst die Ämter als Premierminister von Manitoba sowie als Präsident des Exekutivrates und bekleidete diese bis zu seiner Ablösung durch Heather Stefanson am 2. November 2021. In seiner Regierung übernahm er zwischen dem 1. September und dem 2. November 2021 ferner die Posten als Government House Leader sowie als Minister für legislative und öffentliche Angelegenheiten. 
In der Regierung seiner Nachfolgerin Heather Stefanson war Kelvin Goertzen vom 2. November 2021 bis zum 8. Oktober 2023 sowohl Führer der Regierungsfraktion, Justizminister, Generalstaatsanwalt, Siegelbewahrer des Großen Siegels der Provinz und zuständig Minister, für die öffentliche Versicherungsgesellschaft MPI (Manitoba Public Insurance) als auch zwischen dem 1. September 2021 und dem 18. Januar 2022 erneut stellvertretender Premierminister und  Minister für legislative und öffentliche Angelegenheiten. Aus seiner 1997 geschlossenen Ehe mit Kimberley Hiebert ging ein Kind hervor.